# Quinta das Conchas (metrostation)
Quinta das Conchas  is een metrostation aan de Gele lijn van de Metro van Lissabon. Het station is geopend op 27 maart 2004.

Het is gelegen aan de Rua Luís Pastor de Macedo.